# Pinguicula vallisneriifolia
 Pinguicula vallisneriifolia  ist eine fleischfressende Pflanze aus der Gattung der Fettkräuter (Pinguicula).

## Beschreibung
Zum Winter hin bildet die ausdauernde Pflanze eine Winterrosette und zum Frühjahr wieder größere Blätter aus. Fleischige, hellgrüne, lineal-lanzettliche und aufrechte Blätter bilden dabei eine Rosette mit bis zu 50 cm Durchmesser. An der Oberfläche sind die Blätter klebrig vom Fangsekret, mit dem sie kleine Insekten (z. B. Trauermücken, Ameisen) fängt und, sobald Beute erzielt wird, durch Enzyme verdaut. Pinguicula vallisneriifolia blüht an einem aus der Mitte der Rosette wachsenden Blütenstängel blassviolett mit weißem Schlundfleck in einzelner, zygomorpher, 2,5 bis 4 cm großer Blüte.
Die Chromosomenzahl beträgt 2n = 32.

## Verbreitung
Die Pflanze ist in Südspanien endemisch (Provinzen Jaén sowie – seltener – Albacete und Granada) und kommt dort in Höhen von 600 bis 1700 m vor. Sie ist ein Lithophyt, der auf sickerfeuchtem Mergelkalk im kühlen Halbschatten an den senkrechten Wänden von Schluchten wächst.